# Ecnomus linsanensis
Ecnomus linsanensis is een schietmot uit de familie Ecnomidae. De soort komt voor in het Afrotropisch gebied.